# Paranthura
Paranthura är ett släkte av kräftdjur. Paranthura ingår i familjen Paranthuridae.

## Dottertaxa tillParanthura, i alfabetisk ordning[1]
- Paranthura acacia
- Paranthura alba
- Paranthura algicola
- Paranthura algophila
- Paranthura antarctica
- Paranthura antillensis
- Paranthura argentinae
- Paranthura astrolabium
- Paranthura australis
- Paranthura barnardi
- Paranthura bellicauda
- Paranthura boronia
- Paranthura brucei
- Paranthura bunakenensis
- Paranthura caesia
- Paranthura californiae
- Paranthura caribbiensis
- Paranthura ciliata
- Paranthura costana
- Paranthura deodata
- Paranthura dryandra
- Paranthura elegans
- Paranthura epacris
- Paranthura flagellata
- Paranthura floridensis
- Paranthura gracilipes
- Paranthura grevillea
- Paranthura hasticauda
- Paranthura infundibulata
- Paranthura involuta
- Paranthura japonica
- Paranthura kagawaensis
- Paranthura kobensis
- Paranthura kunzea
- Paranthura laticauda
- Paranthura latipes
- Paranthura lifuensis
- Paranthura linearis
- Paranthura lineata
- Paranthura lobelia
- Paranthura longa
- Paranthura longitelson
- Paranthura maculosa
- Paranthura microtis
- Paranthura nana
- Paranthura neglecta
- Paranthura nigrocaudata
- Paranthura nigropunctata
- Paranthura nordenstami
- Paranthura ostergaardi
- Paranthura plumosa
- Paranthura polynesica
- Paranthura porteri
- Paranthura possessia
- Paranthura punctata
- Paranthura senecio
- Paranthura setigera
- Paranthura seychellensis
- Paranthura skottsbergi
- Paranthura societensis
- Paranthura telopea
- Paranthura urochroma
- Paranthura urodentata
- Paranthura verrillii